# L'Attaque des sangsues géantes
Pour plus de détails, voir Fiche technique et Distribution.
L'Attaque des sangsues géantes (titre original : Attack of the Giant Leeches) est un film américain réalisé par Bernard L. Kowalski, sorti en 1959.

## Synopsis
Dans les Everglades, en Floride, deux sangsues intelligentes plus grandes qu'humains vivent dans une grotte sous-marine. Elles poussent les habitants jusqu'à leur grotte, où elles se nourrissent lentement d'eux, vidant leurs victimes de leur sang. Deux des premières victimes des sangsues sont la séductrice locale Liz Walker, qui a trompé son mari, et le dernier amant de Liz. Le garde-chasse Steve Benton entreprend d'enquêter sur leur disparition. Aidé de sa petite amie, Nan Grayson, et de son père, Doc Grayson, Benton découvre la caverne sous-marine des sangsues. Les créatures sont détruites lorsque Steve, Doc et plusieurs soldats de l'État font exploser leur caverne sous-marine à l'aide de dynamite. Cependant, dans les derniers instants du film, les sons de succion distinctifs des sangsues se font entendre, suggérant qu'elles sont peut-être encore en vie.

## Fiche technique
- Titre original : Attack of the Giant Leeches
- Titre français : L'Attaque des sangsues géantes
- Réalisation : Bernard L. Kowalski assisté de John C. Chulay
- Scénario : Leo Gordon
- Musique : Alexander Laszlo (en)
- Direction artistique : Daniel Haller
- Photographie : John M. Nickolaus Jr. (en)
- Son : Al Overton (en)
- Montage : Carlo Lodato
- Production : Gene Corman (en)
- Société de production : Roger Corman Productions
- Société de distribution : American International Pictures
- Pays de production :  États-Unis
- Langue : Américain
- Format : Noir et blanc - 1,37:1 - mono - 35 mm
- Genre : Horreur
- Durée : 62 minutes
- Dates de sortie :
  - États-Unis : 1er octobre 1959.
  - Mexique : 13 mars 1962.

## Distribution
- Ken Clark : Steve Benton
- Jan Shepard (en) : Nan Greyson
- Tyler McVey (en) : Doc Greyson
- Yvette Vickers : Liz Walker
- Bruno VeSota : Dave Walker
- Michael Emmet : Cal Moulton
- Gene Roth (en) : Sheriff Kovis
- Dan White : Porky Reed
- George Cisar (en) : Lem Sawyer
- Joseph Hamilton : Old Sam Peters
- Walter Kelley : Mike
- Guy Buccola : Sangsue géante #1
- Ross Sturlin : Sangsue géante #2

## Production
Le film est tourné avec un budget de 70 000 $ sur huit jours, y compris des séquences en extérieur à l'Arboretum et jardin botanique du comté de Los Angeles. Pendant le tournage, Gene Corman contracte une pneumonie et se retrouve à l'hôpital.
L'actrice Yvette Vickers est apparue comme la page centrale de la playmate dans le numéro de juillet 1959 du magazine Playboy, plusieurs mois avant la sortie du film.
Les producteurs Roger et Gene Corman supplient l'artiste d'effets spéciaux Paul Blaisdell (en) de créer les costumes de sangsues pour le film, mais Blaisdell déclarera que le budget des effets était si minime qu'il n'aurait même pas couvert le coût des matériaux dont il aurait besoin pour fabriquer les costumes de créature. Les costumes sont finalement conçus par l'acteur Ed Nelson et la femme de Gene Corman, chacun apportant ses idées. Certaines sources de référence affirment que les combinaisons de monstres sont fabriquées à partir d'imperméables noirs cousus ensemble, tandis que d'autres affirment que des sacs poubelles en plastique noir furent utilisés.
L'Attaque des Sangsues Géantes est désormais dans le domaine public ; son droit d'auteur ne fut jamais renouvelé.
Un remake du film, réalisé par Brett Kelly et écrit par Jeff O'Brien, est sorti le 7 juillet 2008.
Une adaptation scénique de l'original est réalisée au Village Theatre d'Atlanta, en février 2020.